# 黃紀 (景泰進士)
黃紀（1424年—？年），字憲邦，四川潼川州遂寧縣人，民籍，治《易經》。

## 生平
五月十五日生，行二，由國子生中式四川鄉試第八名舉人，會試中式第一百七十三名。年三十一歲中式景泰五年甲戌科第二甲第七十六名進士。

## 家族
曾祖黃榮卿，知府；祖黃文富，知縣；父黃琮；母生母陳氏；嫡母吳氏。具慶下，妻馮氏，兄懷綱，弟懷端；懷正；懷𨰎；懷傑。